# Маркус Нутіваара
Маркус Нутіваара (фін. Markus Nutivaara; 6 червня 1994, м. Оулу, Фінляндія) — фінський хокеїст, захисник. Виступає за «Кярпят» (Оулу) у Лійзі. 
Вихованець хокейної школи «Ахмат Хаукіпудас». Виступав за «Кярпят» (Оулу), «Гоккі» (Каяані). 
В чемпіонатах Фінляндії — 35 матчів (0+2), у плей-оф — 16 матчів (1+5).
Досягнення
- Чемпіон Фінляндії (2015)